# Valloire-sur-Cisse
Valloire-sur-Cisse é uma comuna francesa na região administrativa do Centro-Vale do Loire, no departamento de Loir-et-Cher. Estende-se por uma área de 45.36 km². Em 2010 a comuna tinha 6 940 habitantes (densidade: 153 hab./km²).
Foi criada em 1 de janeiro de 2017, a partir da fusão das antigas comunas de Chouzy-sur-Cisse (sede da comuna), Coulanges e Seillac.